# Estádio Urbano Caldeira
O Estádio Urbano Caldeira, mais conhecido como Vila Belmiro, é um estádio de futebol localizado no bairro homônimo na cidade de Santos, estado brasileiro de São Paulo. Pertence ao Santos Futebol Clube e tem capacidade para 20.360 pessoas, o que faz dele o maior da Baixada Santista.
Um dos estádios mais antigos do país, foi inaugurado em 12 de outubro de 1916, com sua primeira partida oficial realizada 10 dias depois, quando o Santos venceu o Ypiranga por 2 a 1 pelo Campeonato Paulista daquele ano.

## História

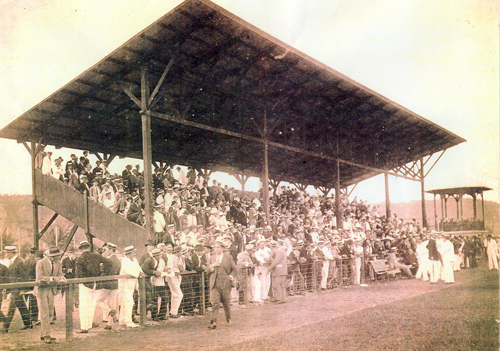
Inauguração do estádio em 12 de outubro de 1916.

Antes de ter seu campo, o Santos FC chegou a mandar seus jogos em três locais diferentes: Campo da Avenida Ana Costa, Campo da Avenida Conselheiro Nébias e o Campo do Clubes dos Ingleses. Como eles também eram usados por outros clubes da cidade, veio a necessidade do Alvinegro ter seu próprio estádio.
Foi então no dia 14 de julho de 1915, em mais uma das expressivas reuniões da diretoria do Santos, na época situada na sede do Largo do Rosário, que foi mencionada pela primeira vez a necessidade do clube em ter sua própria “Praça de Esportes”. O presidente Agnello Cicero de Oliveira expôs sobre a falta de um campo de futebol, com todas acomodações e instalações necessárias para uso dos atletas e apreciadores. E para tratar do assunto da construção, foi instituída uma comissão formada pelos diretores Luiz Suplicy Filho, Harold Cross, Sebastião Arantes e Francisco Viriato Correa.
Urbano Caldeira, o então primeiro secretário, foi o primeiro a apresentar um terreno à diretoria. Meses depois, foi a vez de Luiz Suplicy Filho mostrar a planta dos terrenos pertencentes à Companhia Santista de Habitações Econômicas, no bairro Campo Grande. Nenhum deles foi aprovado e Urbano, mais uma vez, mencionou outra área, no Campo Grande. Na época, próximo ao terreno existia a Vila Operária, que anos mais tarde passaria a se chamar Vila Belmiro e teria seu “território” expandido. Devido ao tamanho entusiasmo de Urbano, a diretoria o nomeou para fazer parte da comissão, a fim de auxiliar os trabalhos.
No dia 31 de maio de 1916, em reunião extraordinária, enfim foi selado a compra do terreno. Devido ao preço razoável e estar localizado próximo a duas linhas de bonde, foi aprovado a última proposta de Urbano Caldeira, pertencente à Companhia Santista de Habitações Econômicas, com as dimensões de cento e sessenta metros de comprimento por cento e quinze de largura, próximo ao Canal 2, pelo preço de dois mil réis o metro quadrado. Após quase um ano gasto com a escolha da área, o estádio ficou pronto em apenas quatro meses e gerou grande expectativa na cidade.

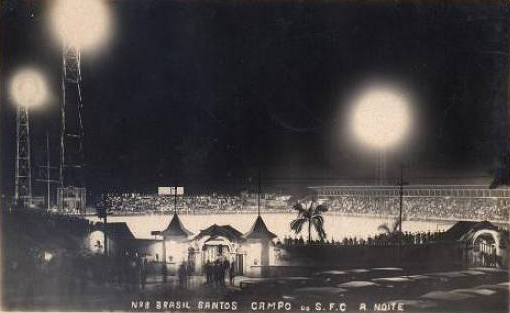
O estádio na noite inaugural de seus refletores em 1931.

Conhecida até então como “Campo do Santos” ou “Praça de Esportes”, a Vila foi inaugurada no dia 12 de outubro de 1916, porém uma forte chuva caiu sobre a cidade, fazendo com que a partida válida pelo Campeonato Paulista, entre Santos e Ypiranga fosse adiado para o dia 22 de outubro, quando o Santos venceu o Ypiranga por 2 a 1, com gols de Adolpho Millon Júnior (autor do primeiro gol da história do estádio) e Jarbas. Formiga descontou para os visitantes.
Mesmo sem a realização da partida, foram realizados jogos diversos entre os sócios, inclusive programação para as crianças. Quando inaugurada, não era chamada de Vila Belmiro. No dia 21 de dezembro de 1930, o Santos venceu o Guarani pelo placar de 5 a 1, em partida válida pelo Campeonato Paulista, quando pela primeira vez a praça foi chamada pelo jornalista de A Tribuna, Antônio Guenaga, de “Alçapão”, já que naquele ano o time santista não perdeu uma só partida em seu campo.
O estádio teve sua iluminação inaugurada em 1931. No dia 21 de março, às 20 horas, eram acesos os refletores do campo. Para marcar a ocasião, o Santos enfrentou uma seleção da cidade, o jogo terminou empatado em 1 a 1, com gols de Manoel Cruz para a Seleção Santista e Camarão para o Santos FC.
No dia 24 de março de 1933, dias após o falecimento de Urbano Caldeira, um dos diretores do Santos na época, Ricardo Pinto de Oliveira, sugeriu que o estádio fosse batizado com o nome atual, o que foi aceito por unanimidade.

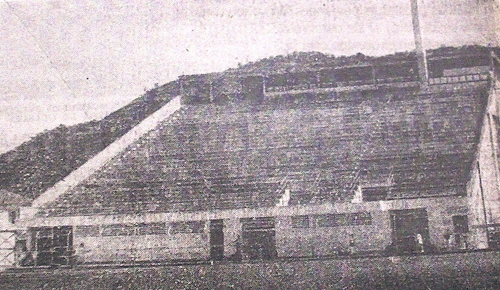
Arquibancada de concreto construída em 1955.

No dia 6 de maio de 1950, o gramado recebeu um confronto de boxe cuja renda serviu para a conclusão das obras do estádio santista. A luta foi entre os pesos pesados Joe Louis, um dos maiores pugilistas da história, e Tommy Giorgio.
Durante o período conhecido como a Era Pelé (1956-1974), em virtude dos adversários saírem derrotados com frequência pelo Santos, o estádio ficou conhecido nacionalmente pelo apelido de "Alçapão da Vila". Por muitos anos, a Vila Belmiro foi o local onde Pelé demonstrou suas habilidades como jogador, se firmando como um dos maiores futebolistas de todos os tempos. Em 21 de novembro de 1964, na Vila Belmiro, Pelé marcou oito gols contra Botafogo-SP, partida essa que o Santos venceu por 11 a 0. Em 2 de outubro de 1974, Pelé jogou sua partida de despedida no estádio, numa vitória do Santos por 2 a 0 contra a Ponte Preta.
Logo após o término do Campeonato Paulista de 1996, a diretoria do clube decidiu que o gramado da Vila Belmiro, amplamente criticado, passasse por uma ampla reforma. Um moderno sistema de drenagem e irrigação controlado por computador foi instalado, o que proporcionou perfeitas condições de jogo com qualquer tempo. A inauguração do novo gramado aconteceu no dia 27 de março de 1997, quando o Santos venceu o Internacional, em jogo válido pela Copa do Brasil. Simultaneamente à reforma do gramado, foi construído o complemento do anel da arquibancada atrás do gol de fundo do estádio, que aumentou a capacidade em cerca de 4 000 lugares.

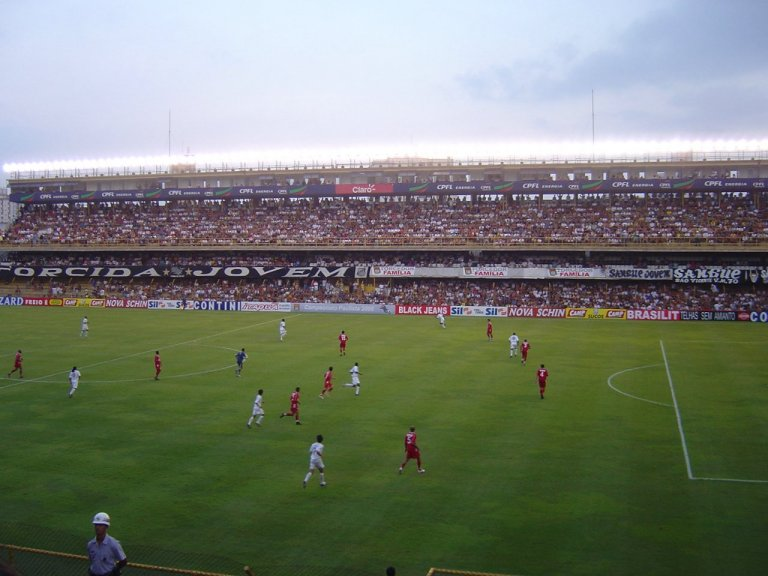
Santos e Mogi Mirim em 2006.

 No dia 27 de janeiro de 1999, o Santos deu mais um passo para oferecer um estádio mais moderno aos seus torcedores. Neste dia, momentos antes de um clássico contra o Palmeiras, foi inaugurado um sistema de iluminação.
Em 2010, o estádio foi o primeiro do Brasil a receber uma partida de futebol americano. No dia 11 de dezembro de 2010 foi palco de duas partidas do Torneio Touchdown, sendo a primeira do Santos Tsunami (o time do clube nesta modalidade) e a outra, a final do torneio entre Vila Velha Tritões e Vasco da Gama Patriotas.

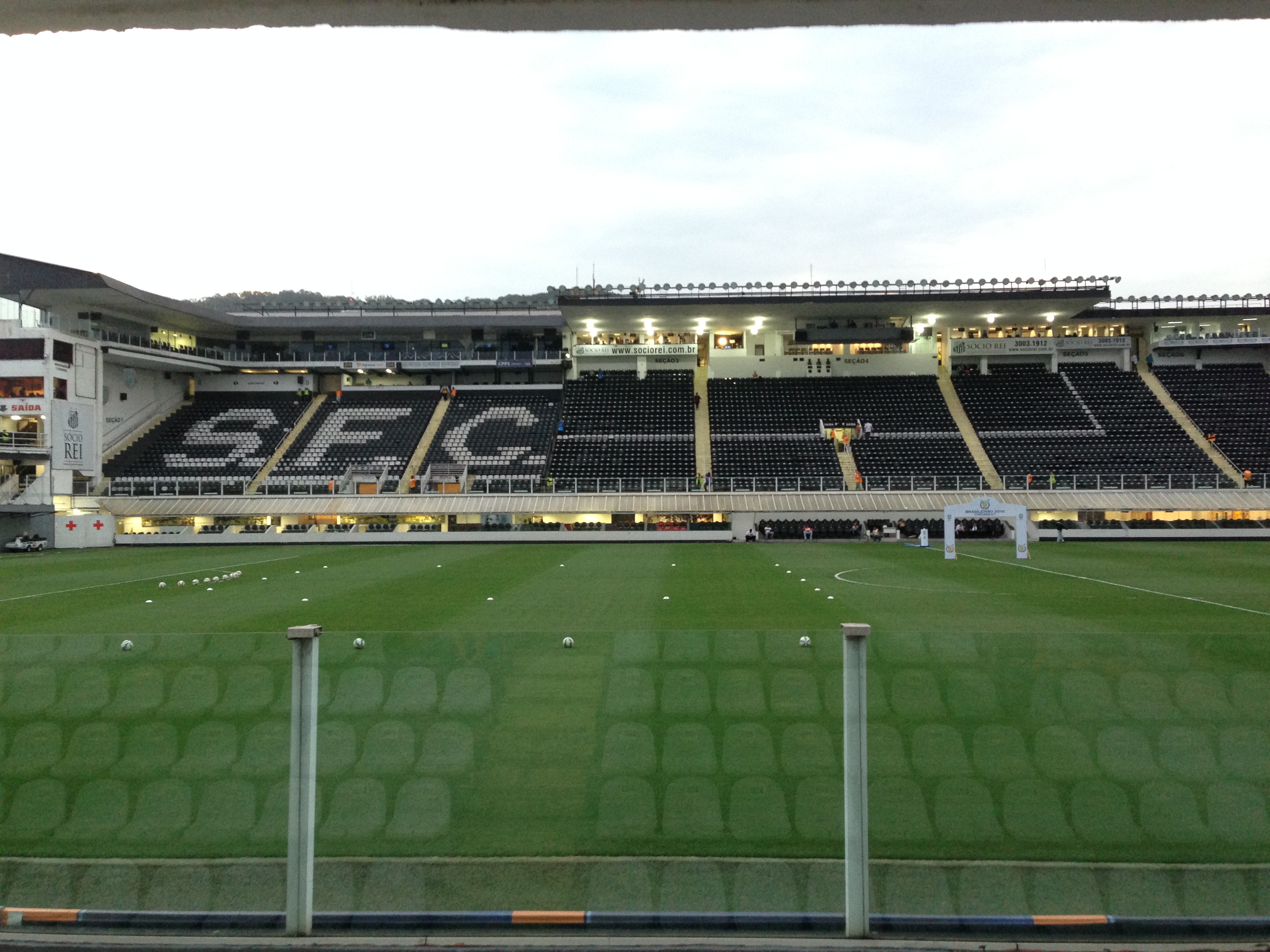
Vila Belmiro após reformas

Recebeu a Costa Rica durante Copa do Mundo de 2014. Os costarriquenhos que fizeram a melhor campanha da história do país em Copas do Mundo, enquanto estiveram hospedados no estádio, chamaram a Vila Belmiro de "Templo Futebolístico".
O Santos realizou reformas na Vila Belmiro entre 2015 e 2016, a novidade foi a padronização nas medidas do campo, mudando de 106m x 70m para 105m x 68m, as mesmas medidas usadas em estádios da Copa do Mundo. Paralelamente, há o desejo de ter um novo estádio, mais moderno, para que a Vila Belmiro receba apenas alguns jogos.
No dia 8 de outubro de 2016, para comemorar o centenário do estádio, o Santos disputou um amistoso contra o Benfica. Os ídolos Giovanni e Léo foram homenageados e entraram durante o amistoso, o lateral Léo além de atuar com a camisa do Santos, também jogou com a camisa do Benfica, o amistoso terminou empatado em 1 a 1, com gols de Fabián Noguera para o alvinegro e Salvio para os benfiquistas. Após o apito final, os atletas receberam uma medalha em comemoração à partida e a Vila Belmiro foi coberta por fogos de artifício.
No dia 30 de agosto de 2020, o Santos estreou em partida realizada contra o Flamengo, válido pela sexta rodada do Campeonato Brasileiro, o novo telão da Vila Belmiro. As dimensões deste novo telão correspondem a 11,52 metros de largura por 6,72 metros de altura, no formato widescreen, com área de 77,5m² e resolução de 10.000 dot pixel/m². Além da resolução, a qualidade da imagem será reforçada por um brilho de 9.000 nits.

## Retrofit
O Santos, em parceria com a Wtorre, tem um projeto assinado pelo arquiteto Luiz Volpato para que o estádio tenha capacidade para 25 mil pessoas em jogos e 40 mil em shows. Estima-se cerca de R$ 200 milhões para a execução da obra, que levaria aproximadamente dois anos para ser concluída. De acordo com a apresentação divulgada, a nova arena teria ainda 298 vagas de estacionamento, espaço para 36 lojas, um mezanino onde seria instalado o Memorial das Conquistas, 80 camarotes, cobertura total das arquibancadas além de um telão central. A arena teria também um palco 360º para ser um espaço multiuso.

## Shows e eventos
A Vila Belmiro também chegou a receber shows e eventos, como do Menudo em 1985, Charlie Brown Jr. e Luan Santana em 2010 e do elenco de Carrossel em 2012.

## Estrutura

### Memorial das Conquistas

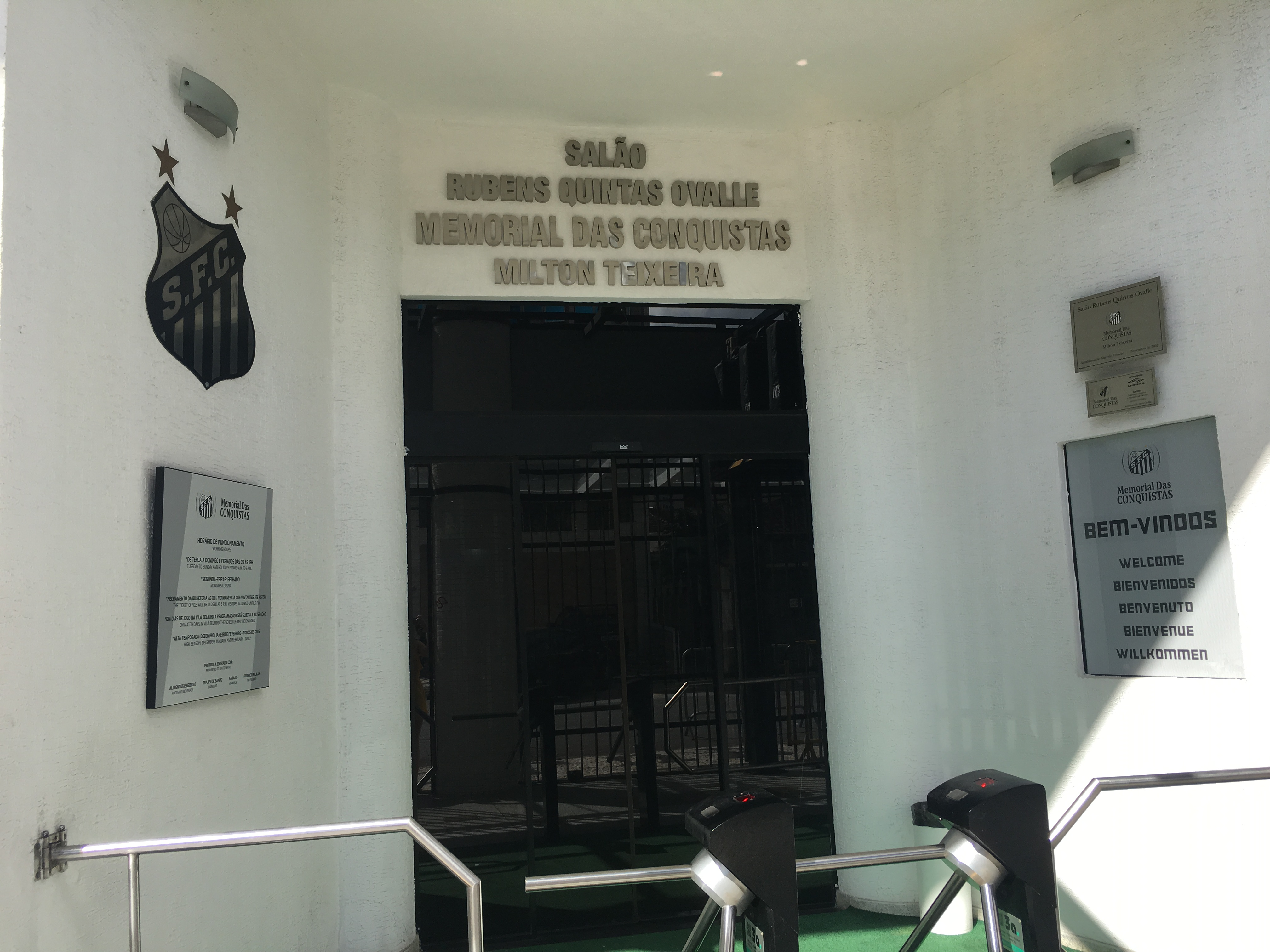
Entrada do Memorial das Conquistas.

Em 17 de novembro de 2003, um dia após completar 40 anos da conquista intercontinental de 1963, foi inaugurado o Memorial das Conquistas. Este espaço contém os troféus conquistados pelo Santos em toda sua história, que dentre os mais destacados no memorial, estão as nove taças de competições internacionais, além de fotos, vídeos, ingressos, revistas, livros, flâmulas de times adversários, recordações enviadas por clubes do exterior ou de astros do esporte, como a camisa do maior pontuador da NBA, Kareem Abdul-Jabbar, que conheceu a estrutura do clube em 2012. A visita ao museu inclui também os vestiários dos jogadores, sala de imprensa e a entrada no campo.
No Memorial existem alguns espaços únicos, como de Pelé e Neymar, onde há um acervo pessoal dos dois ídolos santistas. O museu também dispõe de vários equipamentos multimídia, como aparelhos de TV, que permitem a visualização de jogos históricos.

#### Centro de Memória e Estatística
O Centro de Memória e Estatística funciona em área adjunta ao Memorial das Conquistas. No local, estão assegurados a conservação, restauração, organização e divulgação de coleções, documentos e publicações do clube desde a sua fundação, tais como jornais, revistas e livros que são relíquias encontradas no espaço. O responsável pelo local é o pesquisador e historiador Guilherme Guarche, a iniciativa constitui uma maneira de valorizar a trajetória de conquistas do Santos.

### Ginásio Athiê Jorge Coury
Localizado na Vila Belmiro, recebe este nome em referência ao ex-presidente do clube no período de 1945 a 1971. O ginásio sempre foi usado para votações presidências do Santos, além de estacionamento de carros para torcida visitante. Em 19 de dezembro de 2020, o ginásio foi reinaugurado e a quadra foi batizada de Rei Falcão, como homenagem ao ex-jogador de futsal que passou pelo Santos em 2011.

### Vestiário
Em uma parceria feita com a Brahma, o vestiário da Vila Belmiro foi reformado e reinaugurando no dia 10 de julho de 2013.
Na reforma, o vestiário foi modernizado e ganhou mais espaço de circulação: a área de aquecimento foi ampliada e as banheiras individuais de hidromassagem deram lugar a um spa. Além disso, uma TV foi instalada para a transmissão de vídeos e uma câmera transmite ao aparelho imagens ao vivo da arquibancada, para os atletas verem como está a torcida no estádio.
Os armários também foram modificados. Além de contar com um especial, que fica trancado e com a foto de Pelé, os antigos, feitos de alumínio e com portas, deram espaço para abertos e de madeira, e ídolos do clube foram escolhidos pela torcida para batizarem os novos armários dos atletas.
As obras custaram em torno de R$1,3 milhão.

### Camarotes
Os camarotes da Vila Belmiro ficam no mesmo nível do gramado, deixando aqueles que acompanham o jogo dali muito próximo aos jogadores. Todos os camarotes têm de 10 a 24 lugares, e contam com um espaço para crianças e área de convivência, o setor ainda possui ar-condicionado e espaço gourmet. A decoração fica por conta das homenagens a ídolos do passado e do presente do Santos.

### Loja Oficial
Ocupando um espaço de 430 m² em dois andares, o Santos tem dentro da Vila Belmiro uma loja oficial para os seus torcedores adquirirem todos os produtos oficiais do clube. A loja Santos Store foi inaugurada em junho de 2010, em parceria com a Netshoes. O Santos possui outras cinco lojas físicas, localizadas no bairro de Gonzaga (Santos), nas cidades de São Paulo, Praia Grande, São Vicente e Osasco, esta última inaugurada em 2016.
A Vila Belmiro ainda abriga o Salão de Mármore "Vasco José Faé", um espaço utilizado pelo clube para eventos como comemoração de títulos, eleição para eleger um novo presidente, entre outros.

## Maiores públicos

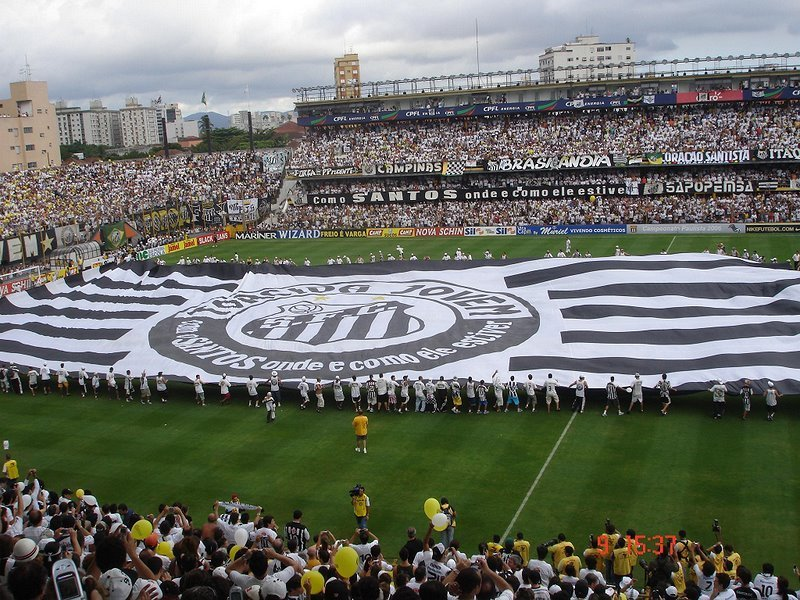
Estádio lotado em dia de jogo do Santos.

Em 20 de setembro de 1964, o estádio recebeu 32.986 pessoas para assistir o clássico Santos e Corinthians. Entretanto, com a superlotação, a estrutura de uma parte das arquibancadas do estádio ficou comprometida e desabou aos seis minutos do primeiro tempo, fazendo com que a partida fosse suspensa. O jogo em questão foi remarcado para 10 dias depois no Pacaembu, onde terminou empatado em 1 a 1.
O maior público oficial que a Vila Belmiro recebeu foi no dia 15 de fevereiro de 1976, quando o Santos FC enfrentou o Palmeiras sob os olhares de 31.662 torcedores. Contudo, o time visitante venceu a partida por 5 a 0, pelo Torneio Governador do Estado.
O recorde de público em uma vitória do Santos ocorreu em 14 de abril de 1979 (aniversário de 67 anos do clube praiano), quando 29.801 pessoas estavam no estádio para ver o Santos vencer a Francana por 2 a 1. Apesar dessa partida ter sido realizada em 1979, o jogo foi válido pelo Campeonato Paulista de 1978.
Devido a obras para elevar o conforto, como a construção de novos camarotes térreos e instalação de cadeiras, a Vila Belmiro teve sua capacidade reduzida para 16.798 pessoas.
Abaixo segue a lista dos 30 maiores públicos já registrados:[carece de fontes?]
| Nº | Público | Mandante | Placar | Visitante           | Data                    | Competição                                     |
| -- | ------- | -------- | ------ | ------------------- | ----------------------- | ---------------------------------------------- |
| 1  | 32.986  | Santos   | 0–0    | Corinthians         | 20 de setembro de 1964  | Campeonato Paulista de 1964                    |
| 2  | 31.662  | Santos   | 0–5    | Palmeiras           | 15 de fevereiro de 1976 | Taça Governador do Estado de São Paulo de 1976 |
| 3  | 31.172  | Santos   | 0–2    | Guarani             | 18 de outubro de 1978   | Campeonato Paulista de 1978                    |
| 4  | 31.146  | Santos   | 0–0    | Desportiva          | 15 de maio de 1980      | Campeonato Brasileiro de 1980                  |
| 5  | 30.779  | Santos   | 0–1    | Ponte Preta         | 2 de abril de 1979      | Campeonato Paulista de 1978                    |
| 6  | 29.146  | Santos   | 0–0    | Paulista de Jundiaí | 7 de setembro de 1978   | Campeonato Paulista de 1978                    |
| 7  | 29.081  | Santos   | 2–1    | Francana            | 14 de abril de 1979     | Campeonato Paulista de 1979                    |
| 8  | 28.800  | Santos   | 2–1    | Palmeiras           | 30 de julho de 1961     | Campeonato Paulista de 1961                    |
| 9  | 28.529  | Santos   | 1–1    | Guarani             | 16 de março de 1983     | Campeonato Brasileiro de 1983                  |
| 10 | 28.457  | Santos   | 0–0    | São Bento           | 8 de outubro de 1978    | Campeonato Paulista de 1978                    |
| 11 | 28.258  | Santos   | 0–2    | Botafogo-SP         | 7 de setembro de 1977   | Campeonato Brasileiro de 1977                  |
| 12 | 27.600  | Santos   | 3–0    | Palmeiras           | 14 de novembro de 1962  | Campeonato Paulista de 1962                    |
| 13 | 27.385  | Santos   | 3–1    | Ferroviária         | 4 de outubro de 1978    | Campeonato Paulista de 1978                    |
| 14 | 27.400  | Santos   | 2–1    | Palmeiras           | 16 de dezembro de 1960  | Campeonato Paulista de 1960                    |
| 15 | 27.000  | Santos   | 7–3    | Palmeiras           | 3 de julho de 1959      | Campeonato Paulista de 1959                    |
| 16 | 26.796  | Santos   | 2–2    | Náutico             | 10 de abril de 1983     | Campeonato Brasileiro de 1983                  |
| 17 | 26.473  | Santos   | 2–1    | Portuguesa Santista | 27 de agosto de 1978    | Campeonato Paulista de 1978                    |
| 18 | 26.295  | Santos   | 1–0    | Corinthians         | 8 de fevereiro de 1976  | Taça Governador do Estado de São Paulo de 1976 |
| 19 | 25.789  | Santos   | 2–1    | Noroeste            | 14 de outubro de 1979   | Campeonato Paulista de 1979                    |
| 20 | 25.674  | Santos   | 0–1    | Palmeiras           | 15 de setembro de 1965  | Campeonato Paulista de 1965                    |
| 21 | 25.433  | Santos   | 3–0    | Ponte Preta         | 10 de maio de 1980      | Campeonato Brasileiro de 1980                  |
| 22 | 25.418  | Santos   | 0–0    | Corinthians         | 13 de junho de 1976     | Campeonato Paulista de 1976                    |
| 23 | 25.374  | Santos   | 2–0    | Joinville           | 27 de abril de 1980     | Campeonato Brasileiro de 1980                  |
| 24 | 25.373  | Santos   | 2–0    | Guarani             | 13 de março de 1977     | Campeonato Paulista de 1977                    |
| 25 | 25.272  | Santos   | 1–0    | Ponte Preta         | 11 de outubro de 1979   | Campeonato Paulista de 1979                    |
| 26 | 25.229  | Santos   | 2–1    | Sport               | 21 de novembro de 1998  | Campeonato Brasileiro de 1998                  |
| 27 | 25.229  | Santos   | 3–0    | Sport               | 25 de novembro de 1998  | Campeonato Brasileiro de 1998                  |
| 28 | 25.000  | Santos   | 2–1    | Corinthians         | 29 de novembro de 1998  | Campeonato Brasileiro de 1998                  |
| 29 | 25.000  | Santos   | 0–2    | Juventus            | 7 de maio de 1977       | Campeonato Paulista de 1977                    |
| 30 | 24.878  | Santos   | 0–1    | Botafogo-SP         | 6 de novembro de 1977   | Campeonato Brasileiro de 1977                  |

## Estatísticas de jogadores

### Maiores artilheiros
Os 10 maiores artilheiros do Santos na Vila Belmiro.
|    | Jogador             | Gols |
| -- | ------------------- | ---- |
| 1  | Pelé                | 288  |
| 2  | Feitiço             | 162  |
| 3  | Pepe                | 152  |
| 4  | Araken Patusca      | 131  |
| 5  | Coutinho            | 106  |
| 5  | Camarão             | 106  |
| 7  | Antoninho Fernandes | 91   |
| 8  | Raul Cabral Guedes  | 86   |
| 9  | Tite                | 79   |
| 10 | Toninho Guerreiro   | 73   |
| 10 | Gradim              | 73   |

### Os que mais atuaram
Os 10 jogadores do Santos que mais atuaram na Vila Belmiro.
|    | Jogador             | Jogos |
| -- | ------------------- | ----- |
| 1  | Zito                | 222   |
| 2  | Pelé                | 210   |
| 3  | Léo                 | 210   |
| 4  | Antoninho Fernandes | 203   |
| 5  | Pepe                | 201   |
| 6  | Nenê                | 184   |
| 7  | Tite                | 178   |
| 8  | Hélvio Piteira      | 177   |
| 9  | Manga               | 167   |
| 10 | Formiga             | 159   |

### Técnicos que mais dirigiram o Santos na Vila[47]
|   | Treinador            | Jogos |
| - | -------------------- | ----- |
| 1 | Lula                 | 289   |
| 2 | Emerson Leão         | 123   |
| 3 | Vanderlei Luxemburgo | 122   |
| 4 | Pepe                 | 93    |
| 5 | Formiga              | 79    |

## Retrospectos do Santos
Atualizado até 02 de março de 2025.
Em clássicos
Atualizado até 01 de fevereiro de 2025.
| Adversário  | J   | V  | E  | D  | %      |
| ----------- | --- | -- | -- | -- | ------ |
| Corinthians | 121 | 58 | 25 | 38 | 53.57% |
| Palmeiras   | 115 | 48 | 21 | 46 | 48.35% |
| São Paulo¹  | 106 | 51 | 26 | 29 | 52.6%  |

¹ Não estão incluídos os jogos do Santos contra o São Paulo da Floresta (1930-1935).

## Campeonato Sul-Americano de 1949
Pela primeira vez na história, o Estádio Urbano Caldeira recebeu um jogo envolvendo duas Seleções Nacionais de Futebol: Peru e Bolívia. A Vila foi uma das sedes do Campeonato Sul-Americano de 1949 (atual Copa América). Na ocasião, os peruanos venceram por 3 a 0:
| Data        | 1ª equipe | Placar | 2ª equipe | Público |
| ----------- | --------- | ------ | --------- | ------- |
| 27 de abril | Peru      | 3 x 0  | Bolívia   | 12 000  |